# Szükségállapot

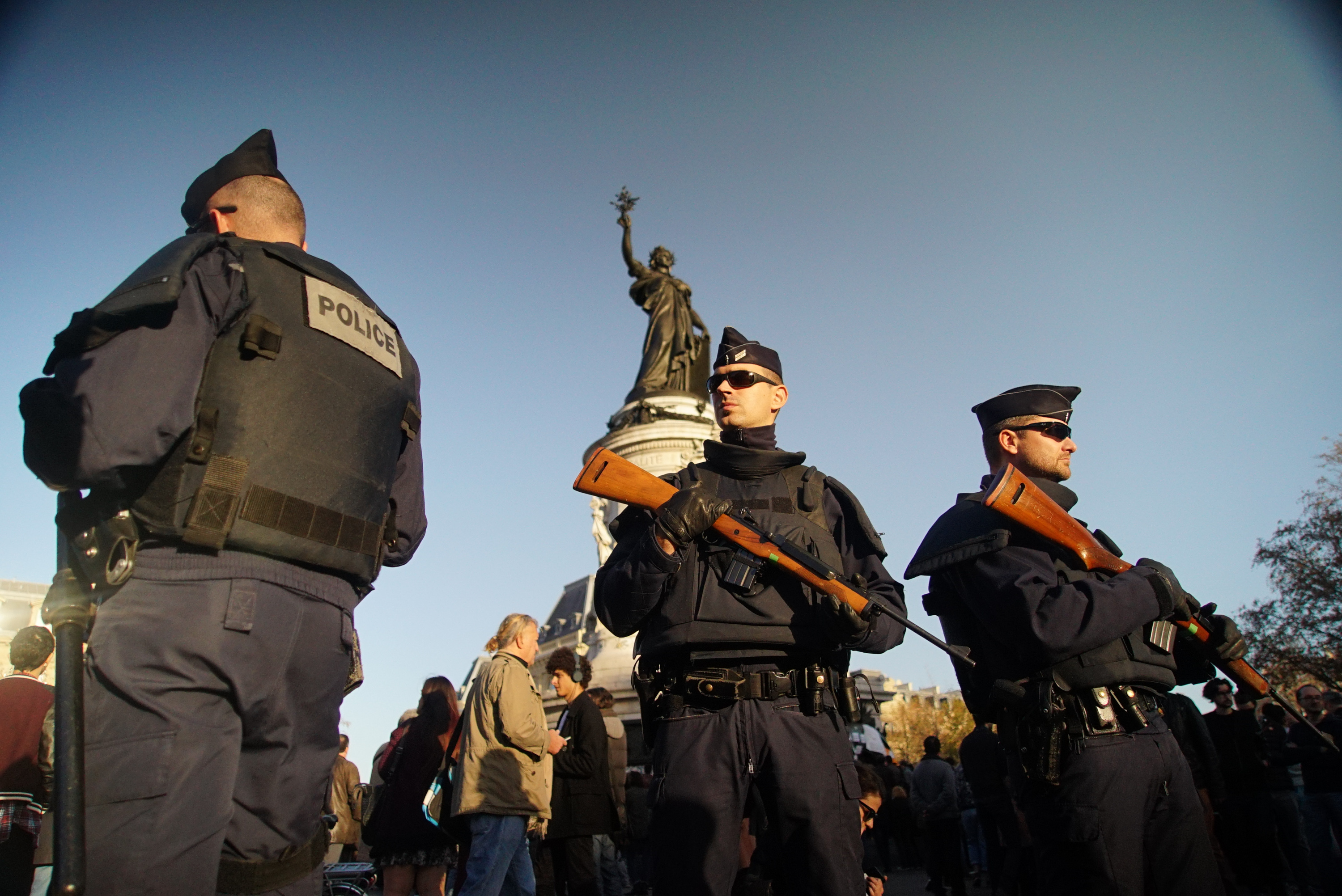
Felfegyverzett francia rendőrök a 2015. november 13-i párizsi terrortámadás után bevezetett szükségállapot során

A szükségállapot olyan helyzet, amelyben emberek egy nagyobb csoportjának egészsége, élete, tulajdona vagy a környezet közvetlen veszélynek van kitéve. A szükségállapot létrejöhet természetes okból (pl. az élet- és vagyonbiztonságot fenyegető elemi csapás) és mesterséges úton (emberi cselekvés által pl. terrortámadás) is.

## Magyarországon
A Magyar Köztársaság 2011. december 31-ig hatályos Alkotmánya szerint az Országgyűlés szükségállapotot hirdethet ki. E döntéshez a képviselők kétharmadának szavazata szükséges.
az alkotmányos rend megdöntésére vagy a hatalom kizárólagos megszerzésére irányuló fegyveres cselekmények, továbbá az élet- és vagyonbiztonságot tömeges méretekben veszélyeztető, fegyveresen vagy felfegyverkezve elkövetett súlyos erőszakos cselekmények, elemi csapás vagy ipari szerencsétlenség esetén (a továbbiakban együtt : szükséghelyzet) szükségállapotot hirdet ki;
Nem lehet országos népszavazást tartani – többek között – hadiállapot kinyilvánításáról, rendkívüli állapot és szükségállapot kihirdetéséről, valamint megelőző védelmi helyzet kihirdetéséről és meghosszabbításáról
Az Alaptörvény „Különleges jogrend”-nek nevezi a rendkívüli állapotra és a szükségállapotra vonatkozó közös szabályokat.
Ennek a legfontosabb rendelkezései a következők voltak:
- Az Országgyűlés

a) hadiállapot kinyilvánítása vagy idegen hatalom fegyveres támadásának közvetlen veszélye (háborús veszély) esetén kihirdeti a rendkívüli állapotot, és Honvédelmi Tanácsot hoz létre;
b) a törvényes rend megdöntésére vagy a hatalom kizárólagos megszerzésére irányuló fegyveres cselekmények, továbbá az élet- és vagyonbiztonságot tömeges méretekben veszélyeztető, fegyveresen vagy felfegyverkezve elkövetett súlyos, erőszakos cselekmények esetén szükségállapotot hirdet ki.
- A hadiállapot kinyilvánításához, a békekötéshez, valamint az (1) bekezdés szerinti különleges jogrend kihirdetéséhez az országgyűlési képviselők kétharmadának szavazata szükséges.[6]

- A köztársasági elnök jogosult a hadiállapot kinyilvánítására, a rendkívüli állapot kihirdetésére és a Honvédelmi Tanács létrehozására, valamint a szükségállapot kihirdetésére, ha az Országgyűlés e döntések meghozatalában akadályoztatva van.[7]